# 244-та артилерійська бригада (РФ)
244-та артилерійська Німанська Червонопрапорна, орденів Суворова і Кутузова бригада — артилерійське з'єднання Берегових військ Військово-морського флоту Збройних сил Російської Федерації. Бригада дислокується у місті Калінінград, Калінінградської області.
Умовне найменування — Військова частина № 41603 (в/ч 41603). Скорочена найменування — 244 абр.
З'єднання перебуває в складі 11-го армійського корпусу Західного військового округу.

## Історія
Бригада веде свою історію від 551-го артилерійського полку ПТО РВГК. Полк був сформований 10 серпня 1941 року. Формування проходило в місті Подільськ Московської області при Подольському артилерійському училищі.
551-й полк в роки німецько-радянської війни перебував в складі 49-ї, 33-й і 11-ї гвардійської армій.

## Опис
Навчання з'єднання проходять на полігоні Павенково під містом Гвардійськ Калінінградської області. В ході планових навчань задіюється військова й спеціальна техніка зі складу 244-ї артилерійської бригади. Для коригування артилерійського вогню задіюють гвинтокрили морської авіації БФ Ка-27 й Мі-8, з бортів яких артилерійські коригувальники передають точні координати цілей на командні пункти артилерійських дивізіонів.

## Командири
- полковник Смоленков